# الحركة العمالية الكاثوليكية

الحركة العمالية الكاثوليكية هي مجموعة من المجتمعات المستقلة للكاثوليك وشركائهم، أسسها كل من دوروثي داي وبيتر مورين في الولايات المتحدة الأمريكية عام 1933. هدفها هو ’العيش وفقًا لعدالة وفضيلة يسوع المسيح’. من مبادئها الأساسية حسن الاستضافة تجاه أولئك الذين يعيشون على هامش المجتمع، اعتمادًا على مبادئ الفكر الجماعي والشخصانية. في سبيل هذه الغاية، تتبنى هذه الحركة أكثر من 240 مجتمعًا عماليًا كاثوليكيًا يقدم الخدمات الاجتماعية. لكل دار مهمة مختلفة، إذ تؤدي عمل العدالة الاجتماعية بطريقتها الخاصة وفقًا لظروف وأوضاع منطقتها.
دور العمل الكاثوليكية ليست جزءًا رسميًا من الكنيسة الكاثوليكية، كما أن نشاطاتها -المستوحاة من نموذج داي- قد تكون مفرطة في التدين إلى حد ما من ناحية اللهجة والإلهام اعتمادًا على كل مؤسسة. تدعو الحركة إلى اللاعنف وهي فعالة في نشاطات معاداة الحرب والتوزيع غير المتوازن للثروة في العالم. أسست دوروثي داي أيضًا صحيفة العامل الكاثوليكي التي ما زالت منشورة من قبل داري عمال كاثوليكيتين في مدينة نيويورك، وتباع كل نسخة مقابل بنس واحد.

## التاريخ
بدأت الحركة العمالية الكاثوليكية من خلال صحيفة العامل الكاثوليكي التي أطلقتها دوروثي داي في سبيل نشر التعاليم الاجتماعية الكاثوليكية وتقديم موقف مسيحي مسالم حيادي في فترة ثلاثينيات القرن العشرين المليئة بالحروب. حاولت داي وضع نظريتها قيد التطبيق من خلال ’دور الاستضافة’ ثم من خلال مجموعة من المزارع التي تعيش فيها مجموعات من الأشخاص بشكل كميونات. انتشرت فكرة الفقر الطوعي لدى أولئك الذين تطوعوا للعمل في دور الاستضافة. أتى الكثيرون إلى العمال الكاثوليك طلبًا للمساعدة في البداية، ليصبحوا فيما بعد من المتطوعين.
في البداية لم تكن دور الاستضافة منظمة، ولم تكن هناك متطلبات للعضوية ضمنها. لكن ومع مرور الوقت وُضعت مجموعة من القواعد والسياسات الأساسية. عينت داي مدراء لهذه الدور، لكنها حاولت الحفاظ على الاستقلالية في مجال الإدارة الفعلية لدور الاستضافة. بسبب هذه السياسة، كانت دور الاستضافة متنوعة من ناحية كل من الحجم والهوية، ففي ثلاثينيات القرن العشرين قدمت دار سانت لويس للعمال خدماتها لـ 3400 شخص في اليوم، في حين خدمت دار ديترويت نحو 600 شخص يوميًا فقط.
نشرت صحيفة العامل الكاثوليكي الفكرة إلى مدن أخرى في الولايات المتحدة، بالإضافة إلى كندا والمملكة المتحدة من خلال التقارير التي طبعها أولئك الذين جربوا العمل في إحدى دور الاستضافة. تأسست أكثر من 30 دار مستقلة -لكنها مرتبطة- بحلول عام 1941. بين عامي 1965 و 1980 تأسس 76 تجمع إضافي بقي 35 منها حتى اليوم، مثل المطبخ الهيبي الذي كانت بداياته مؤخرة شاحنة صغيرة عمل فيها عاملان كاثوليكيان في حي سكيد رو في لوس أنجلس خلال سبعينيات القرن العشرين. يوجد في الوقت الحالي أكثر من مئتي مجتمع تطوعي منها ما يقع في أستراليا والمملكة المتحدة وكندا وألمانيا وهولندا وجمهورية أيرلندا والمكسيك ونيوزيلندا والسويد.
أما دوروثي داي الشريكة في تأسيس الحركة والتي ماتت عام 1980، فهي قيد الدراسة للحصول على لقب القديسة من الكنيسة الكاثوليكية.
على الجانب الأدبي، وتحديدًا في رواية الرجل الأرنب السياسية الساخرة لمايكل باراسكوس، والمستوحاة من رئاسة دونالد ترامب، تكون البطلة المدعوة أنجيلا ويتني عضوًا في كميون عمالي كاثوليكي تخيلي موجود في قرية ديتشلينغ جنوب إنجلترا، وهي القرية التي عاش فيها الفنان إريك غيل في الماضي.

## معتقدات ومبادئ الحركة العمالية الكاثوليكية
لخصت دوروثي داي مبادئ الحركة بقولها: «قاعدتنا الأساسية هي أعمال الرحمة، فهي سبيل التضحية والعبادة والشعور بالتبجيل».